# آخرین شمارش معکوس (فیلم)
آخرین شمارش معکوس (به انگلیسی: The Final Countdown) فیلمی محصول سال ۱۹۸۰ و به کارگردانی دان تیلور است. در این فیلم بازیگرانی همچون کرک داگلاس، مارتین شین، کاترین راس، جیمز فارنتینو، ران اونیل، چارلز دارنینگ، سون-تک اوه، ریچارد لیبرتی، لوید کافمن ایفای نقش کرده‌اند.